# Mariä-Entschlafens-Kloster (Potschajiw)

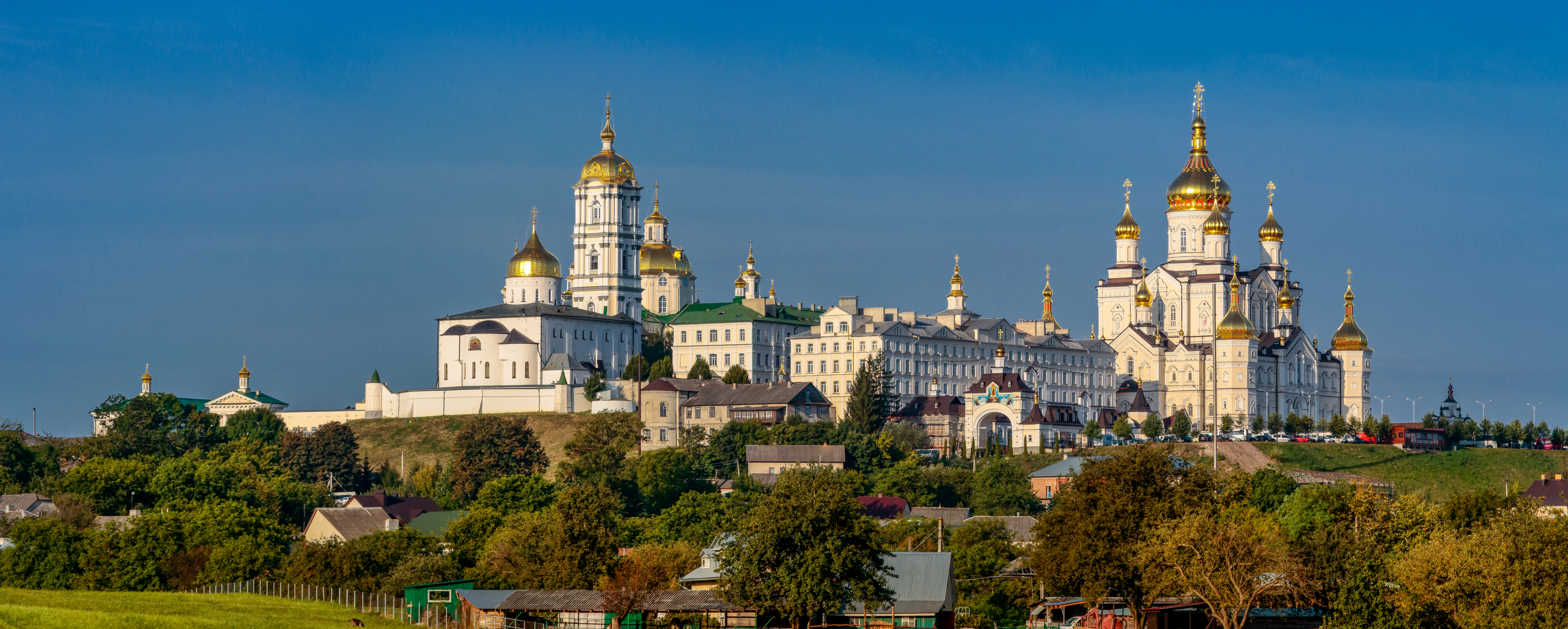
Heiliges Mariä-Entschlafens-Kloster

Das Kloster des heiligen Entschlafens der Gottesgebärerin (ukrainisch Свято-Успенська Почаївська Лавра/Swjato-Uspenska Potschajiwska Lawra) ist das zweitgrößte Kloster der Ukraine und befindet sich in Potschajiw in Wolhynien. Es gehört zur Ukrainisch-Orthodoxen Kirche (Moskauer Patriarchat). In ihm ist der heilige Hiob von Potschajiw bestattet und wird dort verehrt.

## Geschichte

### Entstehung
Das Kloster soll laut der Überlieferung 1240 gegründet worden sein, als Mönche des Kiewer Höhlenklosters vor den heranziehenden Tataren nach Westen flohen.
1527 wurde erstmals Mariä Entschlafen erwähnt, wobei unklar ist, ob es sich um einen Ort, eine Kirche oder ein Kloster handelte.

### 17. Jahrhundert
1597 wurde dem Kloster die Ikone der Gottesgebärerin geschenkt. 1604 kam Hiob Scheleso in das Kloster und wurde Igumen. Unter seiner Leitung wurde die Klosterdisziplin strenger, es entstanden neue Kirchen und Gebäude und eine Druckerei. Das Kloster wurde ein Zentrum der Orthodoxie in der Auseinandersetzung mit der neuen griechisch-katholischen Kirche in der Eparchie. 
1675 überstand das Kloster eine Belagerung durch osmanische Truppen.

### 18. und 19. Jahrhundert
1714 trat das Kloster zur unierten griechisch-katholischen Kirche über und wurde vom Orden der Basilianer übernommen.
Nach dem Novemberaufstand 1831 wurde das Kloster der orthodoxen Kirche übergeben und erhielt 1833 den Ehrentitel einer Lawra.

### 20. und 21. Jahrhundert
Nach dem Frieden von Riga gelangte das Kloster 1921 zurück an Polen und wurde 1923 Teil der Polnisch-Orthodoxen Kirche. Mit der sowjetischen Besetzung Ostpolens 1939 wurde das westliche Wolhynien Teil der Ukrainischen SSR. Nach dem deutschen Überfall auf die Sowjetunion am 22. Juni 1941 wurde die Ukrainische Autonome Orthodoxe Kirche unter deutscher Aufsicht erneut errichtet. Im weiteren Verlauf des Zweiten Weltkriegs behielt das Kloster eine gewisse Eigenständigkeit, diente als Zufluchtsort vor nationalsozialistischer Verfolgung und wurde im August 1944 von der Roten Armee befreit.
In der Tauwetter-Periode unter Chruschtschow geriet das Kloster in den späten 1950er Jahren unter verstärkte sowjetische Kontrolle. Ein Museum für Atheismus wurde eröffnet, das in den späten 1980er Jahren wieder geschlossen und zu einem geistlichen Seminar umfunktioniert wurde, das heute als Priesterausbildungsstätte der Ukrainisch-Orthodoxen Kirche dient.
Die komplizierte Geschichte und auch die Eigentumsverhältnisse (in der Ukraine gehören die Kirchengebäude dem Staat) wurde von der Russisch-Orthodoxen Kirche und deren im russischen Fernsehen dargestellten Sichtweise gänzlich missachtet, als sie das Kloster zu einem Brennpunkt des Konflikts der Selbständigkeit der Ukrainischen Orthodoxen Kirche zu erklären versuchte.

## Architektur
Auf dem Klosterterritorium befinden sich hervorragende architektonische Bauten und Denkmäler: Mönchszellen (1771–80), die barocke Mariä-Entschlafens-Kathedrale (1771–1782, Architekt Gottfried Hofmann, Mäzen Nikolaus Basilius Potocki), das Erzbischöfliche Gebäude (1825), der Glockenturm (1861–69, Höhe 65 m), das Torgebäude (1835). Die Dreifaltigkeitskathedrale (1906–1912, von Architekt Alexei Schtschussew) ist eine Kirche im neurussischen Stil (1906).